# 特里施廷河畔富尔特
特里施廷河畔富尔特是奥地利下奥地利州巴登县的一个市镇。总面积64.24平方公里，总人口819人，人口密度12.7人/平方公里（2005年）。